# Giuseppe Giorgio Gori
Giuseppe Giorgio Gori (Parigi, 24 novembre 1906 – Firenze, 22 aprile 1969) è stato un architetto italiano.

## Biografia
Nacque a Parigi nel 1906 da un ebanista fiorentino, Gregorio Gori, e si stabilì a Firenze nel 1924 dove frequentò l'Istituto Superiore di Architettura, laureandosi nel 1934 con una tesi progettuale intitolata Organizzazione ospedaliera di Firenze.
Nella sua attività professionale collaborò con i protagonisti dell'architettura nella Firenze degli anni '50 e '60. Il suo nome è legato principalmente al Mercato dei Fiori a Pescia realizzato nel 1949. 
Parallelamente all'attività professionale svolse attività d'insegnamento iniziata come assistente di Giovanni Michelucci all'università di Firenze e conclusa come Preside della facoltà dal 1966 al 1969, anno della sua morte..

## Opere
- Casa Littoria a Donnini, Reggello, Firenze, 1940[1]
- Centro didattico nazionale a Firenze (1941)
- Mercato dei Fiori a Pescia (1948-1951), con Emilio Brizzi, Enzo Gori, Leonardo Ricci, Leonardo Savioli
- Clinica ortopedica universitaria a Perugia (1951-1954)
- Palazzo della Cassa di Risparmio di Firenze (1952)
- Ponte Amerigo Vespucci a Firenze (1954) [3]
- Piano particolareggiato dell'area di Coverciano a Firenze (1953)
- Nuovo complesso ospedaliero a Prato (1955-64), con Rolando Pagnini[4]
- Studi per il quartiere Sorgane a Firenze (1957)
- Chiesa di Santa Maria Assunta a Soliera Apuana (1957)
- Scuole elementari di viale Brigate Partigiane a Grosseto (1957-1961), con Rosario Vernuccio
- Sede del Genio Civile a Pistoia (1959-1960)
- Sede ACI a Firenze (1958)
- Palazzo dell'agenzia delle dogane a Livorno (1959)
- Palazzo di Giustizia di Grosseto (1959), con Rosario Vernuccio
- Villaggio residenziale INA Casa in località Ricciano, presso Pescia (1961)
- Cavalcavia dell'Affrico sulla ferrovia Firenze-Roma (1961), con Rosario Vernuccio [5]
- Nuovo palazzo Della Ripa a Firenze (1961-1962)
- Scuola media con 24 aule a Prato (1962-1967), con Rosario Vernuccio
- Ponte XX Settembre a Prato (1962-1965)[6]
- Palazzo della Pretura a Pescia (1963)
- Casa dello Studente in viale Morgagni a Firenze (1964-1968), con Rosario Vernuccio e Paolo Pettini

## Archivio
L'archivio di Giuseppe Giorgio Gori è conservato presso la sede di Architettura della Biblioteca di Scienze Tecnologiche, Università degli Studi di Firenze. L'archivio è stato donato all'Università di Firenze dal fratello, l'ingegnere Luigi Gori, nel 1995 e trasferito nei locali della biblioteca nel 2001. È composto da 308 unità archivistiche contenenti documenti relativi all'attività accademica e professionale, corrispondenza, fotografie, rassegna stampa e due filmati. L'inventario è disponibile sia a stampa, sia on-line sul portale "Chartae", dove è consultabile anche un cospicuo numero di immagini digitalizzate.